# Zamia roezlii
Zamia roezlii — вид голонасінних рослин класу Саговникоподібні (Cycadopsida).
Етимологія: видовий епітет шанує Бенедикта Розла (Benedict Roezl) величезного колектора рослин, який подорожував по всій Мексиці, Центральній Америці і Південній Америці в останній половині дев'ятнадцятого століття, і який вперше зібрав вид.

## Опис
Стовбур деревовидий, 7 м у висоту. Листків 5–10, вони 1–3 м довжиною; черешок 0.5–1 м; хребет з 10–20 парами листових фрагментів, іноді з кількома колючками в нижній третині. Листові фрагменти лінійно-ланцетні, серповиді, клиновиді біля основи, гострі на вершині, краї цілі, 30–50 см завдовжки, шириною 12–15 см. Пилкові шишки від кремового до жовтувато-коричневого кольору, від циліндричної до подовжено-циліндричної форми, довжиною 20–30 см, діаметром 4–6 см діаметром. Насіннєві шишки коричневі, коротко черешчаті, від циліндричних до яйцевидо-циліндричних, довжиною 30–60 см, 10–20 см діаметром. Насіння червоне, яйцевиде, 1,5–2,5 см діаметром. 2n = 22, 24, 25, 26.

## Поширення, екологія
Країни зростання: Колумбія (материк); Еквадор (материк). Цей вид росте в екваторіальних лісах і болотистих мангрових лісах тихоокеанських прибережних низовин. Рослини, як правило, знаходяться не набагато вище рівня моря. Деякі рослини можуть бути затоплені високими припливами. Ґрунти були описані як солонуватий мул.

## Використання
Місцеві корінні народи використовують насіння в їжу і вважають його делікатесом. Вид борошна отримується з ендосперму після шліфування, просочення і промивання, а потім осушення, щоб видалити токсичні речовини,.